# Festiwal Karwińskie Organy

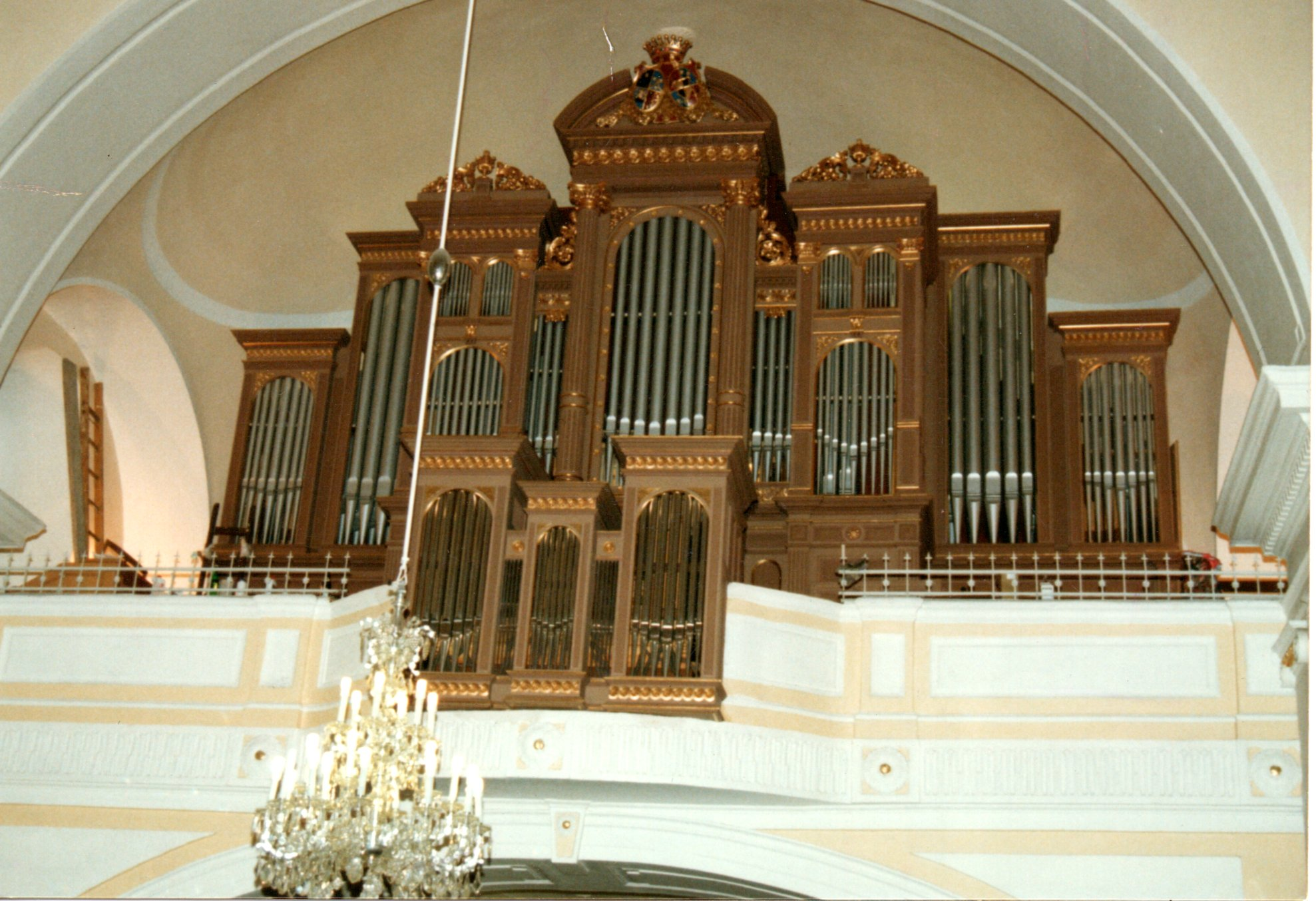
Organy w Karwinie

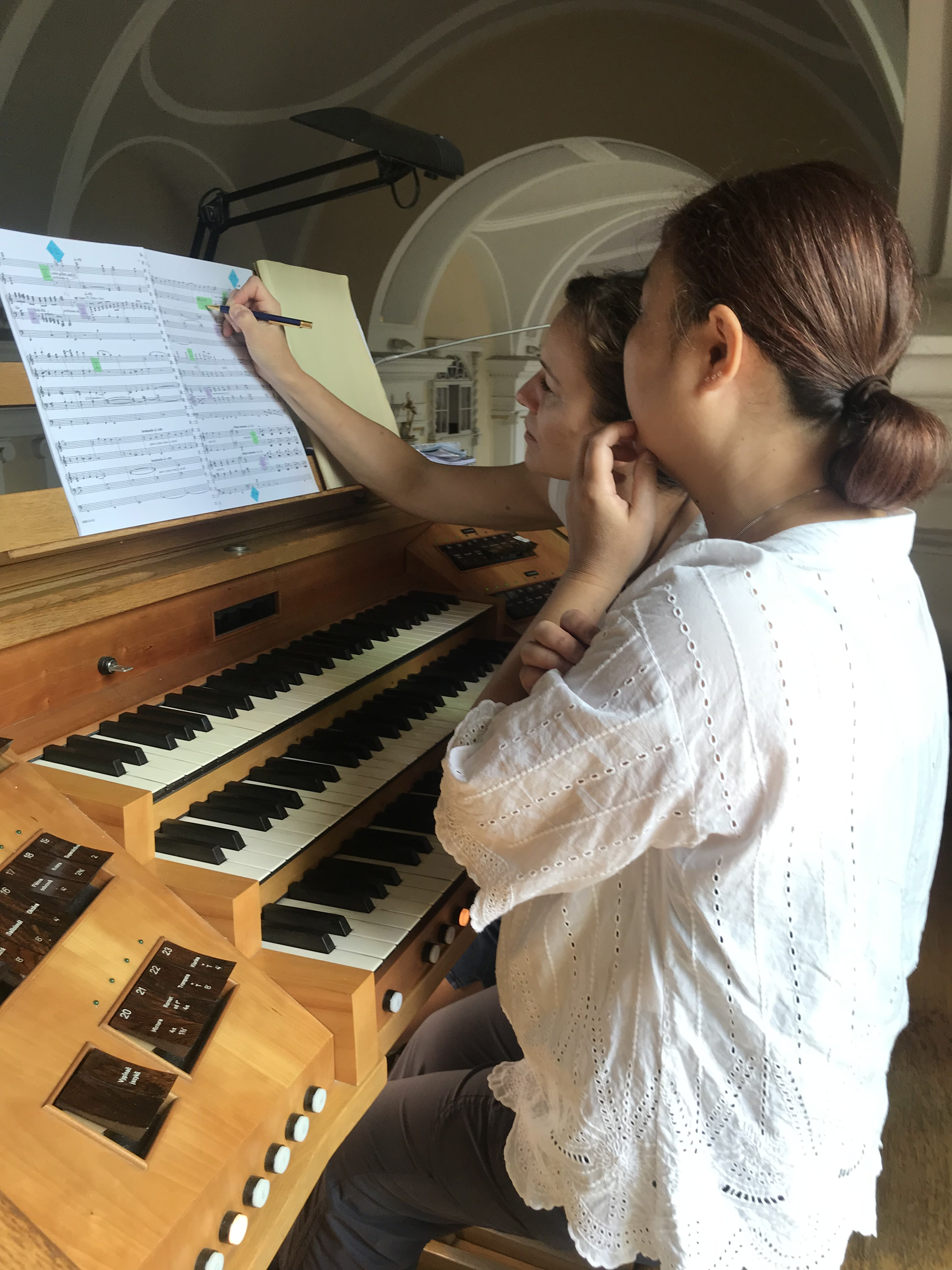
Marta Wierzgoń i Kyoko Kato przy organach podczas próby

Festiwal Karwińskie Organy – festiwal mający miejsce od roku 2005 w kościele parafialnym Podwyższenia Św. Krzyża w Karwinie-Frysztacie, w Czechach. Założycielką festiwalu jest organistka Marta Wierzgoń. Organizatorem jest Miejski Dom Kultury w Karwinie oraz parafia we Frysztacie. Koncerty odbywają się zawsze w każdą niedzielę we wrześniu.

## Historia
Idea festiwalu narodziła się w czasie, kiedy w kościele zostały przebudowane organy. Instrument, pierwotnie marki Gebrüder Rieger z roku 1881, służył przede wszystkim do celów liturgicznych. Przebudowa w r.1997 zrealizowana przez firmę Kánský-Brachtl podniosła instrument do rangi organów koncertowych, umożliwiając wykonywanie muzyki z różnych okresów.

## Charakter festiwalu
Od samego początku istnienia festiwal ma charakter międzynarodowy, skupiając się na prezentacji artystów przede wszystkim z Czech, Polski i Słowacji – ze względu na geograficzne położenie miasta Karwiny. Jednak udział biorą również artyści z całej Europy (Austria, Holandia, Niemcy, Węgry, Włochy, Szwajcaria i Rosja), a także z Azji (Japonia) oraz Stanów Zjednoczonych.
W programie festiwalu są różne gatunki muzyczne, zapraszani są także artyści towarzyszący.  Wykonawcy łączą organy z innymi, często nietypowymi, instrumentami, popularna jest także synteza muzyki klasycznej, jazzowej, rockowej oraz ludowej.

## Wykonawcy
Spis wykonawców w poszczególnych edycjach w formie organista/artysta towarzyszący (instrument), kraj.
Karwińskie Organy 2005
3.9. – Marta Wierzgoń/Zuzana Fišerová (sopran), Czechy
10.9. – Irena Chříbková/Martin Stropnický (recytacja), Czechy
17.9. – Władysław Szymański, Polska
24.9. – Martin Kovařík/Milan Paľa (skrzypce), Czechy/Słowacja
Karwińskie Organy 2006
10.9. – Justin Bischof, Stany Zjednoczone
16.9. – Witold Zalewski, Polska
23.9. – Jaroslav Tůma, Czechy
30.9. – Jan Vladimír Michalko, Słowacja
Karwińskie Organy 2007
9.9. – Tomáš Thon/Schola Gregoriana Pragensis (chorał gregoriański), Czechy
16.9. – Kateřina Chroboková, Czechy
23.9. – Petr Planý, Czechy
30.9. – Marta Wierzgoń/Quadricinium Vocale Carviniense/Jolanta Balonová (śpiew/recytacja), Czechy
Karwińskie Organy 2008
7.9. – Hanna Dys, Polska
14.9. – Federica Iannella/Giuliana Maccaroni, Włochy
21.9. – Stanislava Syrková, Czechy
28.9. – Marta Gáborová, Słowacja
Karwińskie Organy 2009
6.9. – Ireneusz Wyrwa, Polska
13.9. – Monika Melcova, Słowacja
20.9. – Martina Kolářová/Hana Čermáková (flet poprzeczny), Czechy
27.9. – Marta Wierzgoń/Pavel Hromádka (trąbka), Czechy
Karwińskie Organy 2010
5.9. – Waldemar Krawiec, Polska
12.9. – Marek Kozák, Czechy
19.9. – Jan-Piet Knijff, Holadnia
26.9. – Sergej Tscherepanov, Rosja
Karwińskie Organy 2011
4.9. – Martin Jakubíček, Czechy
11.9. – Adam Klarecki, Polska
18.9. – Els Biesemans, Szwajcaria
25.9. – Marián Varga, Słowacja
Karwińskie Organy 2012
9.9. – Peter Dobszay, Węgry
16.9. – Aleš Bárta/Roman Fojtíček (saksofon), Czechy
23.9. – Arkadiusz Popławski, Polska
30.9. – Zuzana Ferjenčíková, Słowacja
Karwińskie Organy 2013
8.9. – Julian Gembalski, Polska
15.9. – Marta Wierzgoń/Michał Wierzgoń (perkusja), Czechy
22.9. – Stanislav Šurin, Słowacja
29.9. – Józef Skrzek, Polska
Karwińskie Organy 2014
7.9. – Jan Bokszczanin/Robert Majewski (trąbka), Polska
14.9. – Józef Serafin, Polska
21.9. – Mari Ohki, Japonia
28.9. – Marta Wierzgoń/Chór Młodzieżowy Permoník (śpiew), Czechy
Karwińskie Organy 2015
6.9. – Marta Wierzgoń/Lukáš Michel (fortepian), Czechy
13.9. – Ester Moravetzová/Ladislav Moravetz (akordeon, śpiew), Czechy
20.9. – Federica Ianella/Silvio Celeghin, Włochy
27.9. – Jaroslav Tůma (pozytyw), Czechy
Karwińskie Organy 2016
4.9. – Václav Uhlíř/Jiří Stivín (flet), Czechy
11.9. – Petr Čech/Eva Dřízgová-Jirušová (sopran), Czechy
18.9. – Ewa Bąk/Marcin Ciszewski (kontratenor), Polska
25.9. – Peter Frisée/Christoph Angerer (skrzypce, altówka), Austria
Karwińskie Organy 2017
3.9. – Wacław Golonka/Stanisław Dziewior (trąbka), Polska
10.9. – Jaroslav Tůma/Liselotte Rokyta (fletnia pana), Czechy
17.9. – Marta Wierzgoń/kwintet blaszany, Czechy
24.9. – Daniel Stickan/Uwe Steinmetz (saksofon, flażolet), Niemcy
Karwińskie Organy 2018
9.9. – Ondřej Mucha/Anna Tomanková-Muchová, Czechy
16.9. – Stanislava Syrková/Dana Syrková/Grażyna Wilk-Biernot/schola (śpiew), Czechy
23.9. – Marta Wierzgoń/Chór Młodzieżowy Permoník (śpiew), Czechy
30.9. – Józef Skrzek, Polska
Karwińskie Organy 2019
1.9. – Marta Wierzgoń/Kyoto Kato, Czechy/Japonia
8.9. – Joachim Mencel/kapela ludowa Wałasi, Polska
15.9. – Jiří Šon/Cimbalon Dualité (cymbały), Czechy
22.9. – Josef Kratochvíl/Aneta Ručková (śpiew), Czechy
Karwińskie Organy 2020
6.9. – Martin Kovařík/Eva Kovaříková (skrzypce), Czechy/Szwajcaria
13.9. – Drahomíra Matznerová/Miroslav Kejmar (trąbka), Czechy
20.9. – Petr Strakoš/duet wokalny, Czechy
27.9. – Tomáš Thon/Marek Eben (recytacja)
Karwińskie Organy 2021
5.9. – Nicolas Borner, Niemcy
12.9. – Tomáš Pindór/Karin Lednická (czytanie autorskie), Czechy
19.9. – Pavel Kohout, Czechy
26.9. – Ireneusz Wyrwa, Polska